# Tanya Berezin
Tanya Berezin (Filadelfia, Pensilvania, 25 de marzo de 1941) es una actriz estadounidense, cofundadora y directora artística de la Compañía Teatral Circle Repertory en Nueva York. Ha registrado numerosas apariciones en Broadway y en producciones para cine y televisión como La ley y el orden, Crossing Jordan, St. Elsewhere y The Equalizer.

## Filmografía destacada

### Cine y televisión
- 2004 - Law & Order
- 2004 - Crossing Jordan
- 2002 - Law & Order: Criminal Intent
- 2000 - Law & Order: Special Victims Unit
- 1994 - Dead Funny
- 1991 - He Said, She Said
- 1990 - Awakenings
- 1989 - Longtime Companion
- 1988 - St. Elsewhere
- 1987 - Spenser: For Hire
- 1986 - The Equalizer
- 1985 - Compromising Positions
- 1985 - Search for Tomorrow
- 1982 - A Little Sex
- 1978 - Susan y Ana
- 1976 - NBC Special Treat
- 1976 - The Mound Builders
- 1971 - Sextet Yes